# Les Démons de la liberté
Pour les articles homonymes, voir Brute Force.
Pour plus de détails, voir Fiche technique et Distribution.
Les Démons de la liberté (titre original : Brute Force) est un film américain réalisé par Jules Dassin, sorti en 1947.

## Synopsis
Joe Collins est détenu à la prison de Westgate, qui est dirigée par le sadique Munsey. Celui-ci prend plaisir à infliger des brimades aux prisonniers, et est détesté de tous. Collins rêve de s'échapper. Il va tenter l'impossible avec la complicité des autres détenus.

## Fiche technique
- Titre : Les Démons de la liberté
- Titre original : Brute Force
- Réalisation : Jules Dassin
- Scénario : Richard Brooks, Robert Patterson
- Musique : Miklós Rózsa
- Décors : Russell A. Gausman, Charles Wyrick
- Costumes : Rosemary Odell (robes)
- Photographie : William H. Daniels
- Montage : Edward Curtiss
- Produceurs : Mark Hellinger et Jules Buck
- Société de production : Mark Hellinger Productions et Universal Pictures
- Pays de production :  États-Unis
- Langue d'origine : anglais américain
- Format : noir et blanc – 35 mm – 1,37:1 – son : mono (Western Electric Recording)
- Genre : policier, film noir, thriller
- Durée : 98 minutes
- Dates de sortie : 
  - États-Unis : 30 juin 1947
  - France : 22 septembre 1948
- Affiches : Constantin Belinsky, René Lefèbvre (France)

## Distribution
- Burt Lancaster (VF : Claude Péran) : Joe Collins
- Hume Cronyn (VF : Roger Rudel) : Gardien Chef Munsey
- Charles Bickford (VF : Pierre Morin) : Gallagher
- Yvonne De Carlo : Gina Ferrara
- Ann Blyth (VF : Jacqueline Ferrière) : Ruth
- Ella Raines (VF : Françoise Gaudray) : Cora Lister
- Anita Colby : Flossie
- Sam Levene : Louie Miller
- Jeff Corey (VF : Raymond Destac) : Stack
- John Hoyt (VF : Jean Guillet) : Spencer
- Jay C. Flippen : Le garde Hodges
- Richard Gaines (VF : Richard Francœur) : McCollum
- Roman Bohnen (VF : Henri Ebstein) : Warden A.J. Barnes
- Frank Puglia (VF : Pierre Leproux) : Ferrara
- Harry Wilson (VF : Jean Clarieux) : Tyrone
- Howard Duff (VF : Jean Davy) : Robert Becker
- Whit Bissell (VF : René Blancard) : Tom Lister
- Ray Teal (VF : Robert Dalban) : Jackson